# باري جيبس (لاعب هوكي الجليد)
باري جيبس هو لاعب هوكي الجليد كندي، ولد في 28 سبتمبر 1948 في لويدمنستر في كندا.

## وصلات خارجية
- باري جيبس على موقع دوري الهوكي الوطني (الإنجليزية)
- باري جيبس على موقع EliteProspects.com (الإنجليزية)
- باري جيبس على موقع HockeyDB.com (الإنجليزية)
- باري جيبس على موقع Hockey-Reference.com (الإنجليزية)